# Florian Seidl
Florian Seidl (* 30. April 1893 in Regensburg; † 6. Dezember 1972 in Rosenheim) war ein deutscher Schriftsteller.

## Leben
Der ausgebildete Volksschullehrer Florian Seidl schrieb Gedichte, Romane, Erzählungen, Hörspiele und mehrere Theaterstücke für die Laienspiel-Bewegung in den 1920er Jahren. 1929 erschien Blut, eine Sammlung historischer Prosaballaden, die den Kampf der Geschlechter zum Thema hat.
Mit seinen Veröffentlichungen ab 1933 stellte Florian Seidl sich ausdrücklich in den Dienst nationalsozialistischer Ideologie (z. B. durch die positive Darstellung des Euthanasie-Gedankens in seinem Roman Das harte Ja). Seidl war einer der wichtigsten Autoren des Franz-Eher-Verlags, des Zentralverlags der NSDAP. Während des Zweiten Weltkriegs wurde die Verbreitung seiner Bücher durch Sonderausgaben für Soldaten gefördert. Regelmäßig nahm Seidl an den nationalsozialistischen Weimarer Dichtertreffen teil.
Nach 1945 war Seidl in München als Lehrer tätig und veröffentlichte nur noch wenig. 1954 wurde er mit dem Nordgau-Kulturpreis (früher Ehrenpreis) der Stadt Amberg im Bereich Dichtung ausgezeichnet. 1961 initiierte er gemeinsam mit dem Mitgesellschafter der Süddeutschen Zeitung Hans Dürrmeier den Schwabinger Kunstpreis der Stadt München, der ihm selbst 1972 als Ehrenpreis zuerkannt wurde.
In Regensburg wurde Seidl 1953 von Oberbürgermeister Hans Herrmann, der in der NS-Zeit dort Bürgermeister und NSDAP-Mitglied war, mit der Albertus-Magnus-Medaille ausgezeichnet. Im Jahre 1973 wurde dort zudem eine Straße nach ihm benannt, in der sich u. a. eine Schule für Behinderte befand. Nach der öffentlichen Thematisierung von Seidls Arbeiten in der NS-Zeit 1996 verhinderte die CSU-Mehrheit im Stadtrat über Jahre eine Umbenennung, unter anderem mit Hilfe einer Stellungnahme des Stadtarchivars Heinrich Wanderwitz, wonach dann auch die Straßen und Wege, die nach Brecht, Tucholsky oder Luther benannt sind, andere Namen erhalten müssten. Nach einer Intervention der Bayerischen Staatsregierung wurde die Bezeichnung der Straße im Dezember 1999 in Johann-Hösl-Straße geändert.

## Werke
- Ein Spiel der Liebe (Schauspiel). München (J. B. Hohenester Verlag) / Leipzig (C. E. Krug Verlag) 1926
- Der verlorene Sohn. Berlin (Bühnenvolksbundverlag) 1929
- Die zehn Gedichte. München (Tukan-Verlag) 1935
- Heilige Heimat. Schauspiel in 5 Aufzügen (1926). Berlin (Theaterverlag Albert Langen/Georg Müller) 1935. Neuauflage: München (Münchner Buchverlag) 1943 (Münchner Lesebogen, Nr. 134)
- Der Weg der Eva Brugger. Roman. Stuttgart (Cotta’sche Verlagsbuchhandlung) 1936. Neuauflagen: München (Franz-Eher-Verlag) 1943; Der Weg der Eva Brugger. Frauenroman. München (J. Berg Verlag) 1950
- Der Bau. Der Kampf um ein Werk. Braunschweig, Berlin, Hamburg (Westermann Verlag) 1937. Neuauflage: Berlin (Büchergilde Gutenberg) / Riga (Osteuropäische Verlags-Gemeinschaft) 1944
- Der deutsche Roman. 1937
- Ein Leben verrauscht. Roman. Berlin (Klieber Verlag) 1938
- Drei Menschen. Deutsches Schicksal vor der Wende. München (Franz-Eher-Verlag) 1939
- Neubürgen. Ein Kleinstadtroman aus der Gegenwart. München (Franz-Eher-Verlag) 1939
- Das verfluchte Gold. Eine Bauerngeschichte aus dem Chiemgau. München (Franz-Eher-Verlag) 1940 (Soldaten – Kameraden! Band 18)
- Das harte Ja. Roman. Berlin (Volksverband der Bücherfreunde, Wegweiser-Verlag) 1941
- Der Baumeister. Balladen in Prosa. München (Franz-Eher-Verlag), 1941 (Soldaten – Kameraden! Band 38). Neuauflage: Kallmünz (Verlag Michael Laßleben) 1958
- Die Sekunde. Kleines Geschichtenbuch. München (Franz-Eher-Verlag) 1943 (Soldaten – Kameraden! Band 58)
- In der Hütte. Roman. Berlin (Volksverband der Bücherfreunde, Wegweiser-Verlag) 1943
- Gedichte. Kallmünz (Verlag Michael Laßleben) 1953
- Gefüllt mit dem Wissen der Jahre. Kallmünz (Verlag Michael Laßleben) 1973

## Vertonungen
- Rudolf Eisenmann:
  - Viel tausend Lieder singen (1951) für 4-stimmigen Männerchor
  - Mittsommer („Nun wieder glühn die Tage ohne Ende“, 1952) für 4-stimmigen Männerchor
- Ernst Kutzer:
  - Vier Lieder op. 60 (1968) für mittlere Stimme und Klavier
  - Drei Männerchöre op. 86 (1973)
- Alfred Toepler (1888–1969): Strom der Zeit op. 17 (1954) für Männerchor. Nr. 1: Jedes Schicksal ist ewig